# Baptist Mudartha
Baptist Mudartha (* 9. September 1911 in Balegundi bei Mangaluru, Karnataka, Indien; † 30. Mai 2007 in Allahabad) war Bischof des Bistums Allahabad in Indien.

## Leben
Baptist Mudartha war das dritte Kind von Joseph Mudartha und Martina Mudartha. Er besuchte die St. Joseph’s Higher Primary School in Belman und das St. Aloysius College in Mangaluru. 1933 trat er dem Priesterseminar Sitapur Minor Seminary und später das St. Joseph’s Seminary für ein philosophisches Studium. Von 1937 bis 1941 studierte er in Rom Katholische Theologie. Baptist Mudartha empfing 1942 die Priesterweihe. Da er während der Kriegszeit nicht nach Indien zurückkehren konnte, absolvierte er sein Lizentiat in Philosophie mit dem Titel The Concept of God in Islam. 1944 kehrte er als Lateinlehrer an das Sitapur Minor Seminary nach Indien zurück. 1946 wurde er Professor für indische und westliche Philosophie am Priesterseminar St. Joseph’s Seminary in Allahabad.
1962 wurde er Generalvikar in Allahabad. 1963 wurde er an der Seite von Francis Xavier Fenech zum Weihbischof im Bistum Jhansi sowie zum Titularbischof von Idebessus ernannt. Die Bischofsweihe spendete ihm am 20. Oktober 1963 Papst Paul VI. persönlich, Mitkonsekratoren waren die Kurienerzbischöfe Pietro Sigismondi und Sergio Pignedoli. Am 29. November 1967 wurde Baptist Mudartha von Paul VI. zum ersten indischen Bischof von Jhansi ernannt. Am 1. Mai 1976 wurde er in Nachfolge von Alfred Fernández zum Bischof von Allahabad. Papst Johannes Paul II. nahm 1988 sein Rücktrittsgesuch an.
Mudartha gründete zahlreiche Schulen. Sein Faible für Hindi veranlasste ihn 1997 das theologische Lexikon Masih Shabd Sangraha in Englisch und Hindi zu veröffentlichen. Er erhielt dafür die hindische Auszeichnung Hindi Sahitya Ratna, den Mother Teresa Award der All India Social and Literary, den Cultural Organization EKTA von Allahabad und den Varist Naagarik Samman, Allahabad.
Er verstarb im Alter von 95 Jahren im Nazareth Hospital in Allahabad.